# جيرهارد أيجنر
جيرهارد أيجنر (بالألمانية: Gerhard Aigner)‏ (و. 1943  م) هو حكم كرة قدم وإداري ألماني، ولد في ريغنسبورغ.

## جوائز
حصل على جوائز منها:

وسام الصليب من رتبة استحقاق من جمهورية ألمانيا الاتحادية